# Adelsfanan i Estland och Ingermanland
Adelsfanan i Estland och Ingermanland var ett kavalleriförband i den svenska armén 1692–1710.

## Historia
Avgick (med en del) våren 1700 till O. Wellingks häravdelning i Livland. Ingick efter striden vid Rauge i Schlippenbachs armé. Hade 15 dec. 1701 626 hästar, 31 dec. s. å. 435 man med befäl. Förluster ersatta 1703; upptas 1704 till 500 man. Deltog i striden vid Läsna s. å. Överfördes senare till Lewenhaupts armé. Lämnades i Estland 1708. Senare i Riga (och Reval). Fången där.

## Förbandschefer
- 1692–1700: E. J. Budberg
- 1700–1710: F. Wachtmeister 1700 (fången vid Läsna 1704, utväxlad)